# Campionati oceaniani di ciclismo su strada - Corsa in linea maschile junior
La Corsa in linea maschile Junior è una delle prove disputate durante i campionati oceaniani di ciclismo su strada. Inserita per la prima volta nel 2005 nel programma dei campionati, la corsa si disputa regolarmente, con la sola eccezione del biennio 2020-21, quando venne annullata a causa della pandemia da COVID-19.

## Albo d'oro
Aggiornato all'edizione 2023.
| Anno      | Vincitore                                        | Secondo                                          | Terzo                                            |
| --------- | ------------------------------------------------ | ------------------------------------------------ | ------------------------------------------------ |
| 2005      | Matt King                                        | James Williamson                                 | Ryan Wills                                       |
| 2008      | Jamie Crass                                      | Patrick Williamson                               | Thomas Scully                                    |
| 2009      | Patrick Bevin                                    | Eric Sheppard                                    | Patrick Williamson                               |
| 2010      | Brad Evans                                       | Jack Bennett                                     |                                                  |
| 2011      | Calvin Watson                                    | Bradley Linfield                                 | David Edwards                                    |
| 2012      | Bradley Linfield                                 | Hamish Schreurs                                  | Tom Vessey                                       |
| 2013      | Ryan Cavanagh                                    | Jai Hindley                                      | Robert Power                                     |
| 2014      | Lucas Hamilton                                   | James Thompson                                   | Jai Hindley                                      |
| 2015      | Jackson Carman                                   | Robert Stannard                                  | Darcy Pirotta                                    |
| 2016      | James Fouche                                     | Robert Stannard                                  | Macgregor Carter                                 |
| 2017      | Sebastian Berwick                                | Liam Nolan                                       | Craig Wiggins                                    |
| 2018      | Carter Turnbull                                  | Josh Lane                                        | Sam Cook                                         |
| 2019      | Finn Fisher-Black                                | Sebastian Barrett                                | Josh Lane                                        |
| 2020-2021 | non disputata a causa della pandemia di COVID-19 | non disputata a causa della pandemia di COVID-19 | non disputata a causa della pandemia di COVID-19 |
| 2022      | Oscar Chamberlain                                | Cameron Rogers                                   | Toby Evans                                       |
| 2023      | Will Heath                                       | Levi Hone                                        | Josiah Grierson                                  |

## Medagliere
| Pos.   | Nazione       | Oro | Argento | Bronzo |    |
| ------ | ------------- | --- | ------- | ------ | -- |
| 1      | Australia     | 11  | 11      | 7      | 29 |
| 2      | Nuova Zelanda | 4   | 4       | 7      | 15 |
| Totale | Totale        | 15  | 15      | 14     | 44 |